# Letônia nos Jogos Olímpicos de Inverno de 1928
A Letônia competiu nos Jogos Olímpicos de Inverno de 1928, realizados em St. Moritz, Suíça.